# 深圳地铁12号线
深圳地铁12号线，曾称南宝线，是深圳地铁一条运营中的线路，南起左炮台東，北至松崗，由南至北貫通南山區和寶安區，全长48.59公里，行車時間87分鐘。共设39座车站和2座车辆基地，是深圳首条以PPP模式运营的地铁线路。该线路原编号为10号线，现在的10号线則來往于福田口岸和双拥街。
深圳地铁12号线采用GoA4级全自动无人驾驶系统。採用 交控科技CBTC系統。

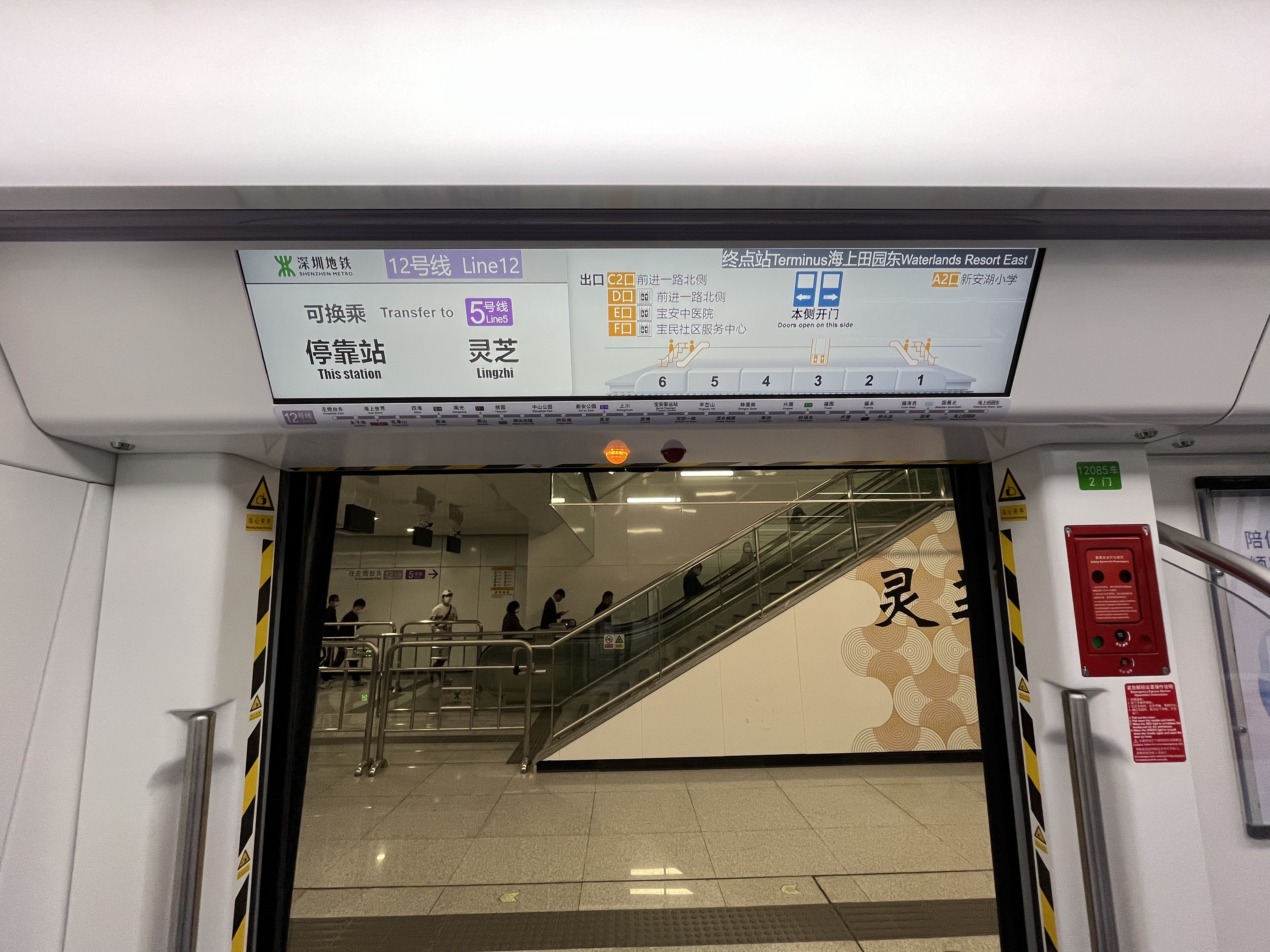
12号线列车的PIDS，使用2021年起深圳地铁各线路列车统一使用的UI。

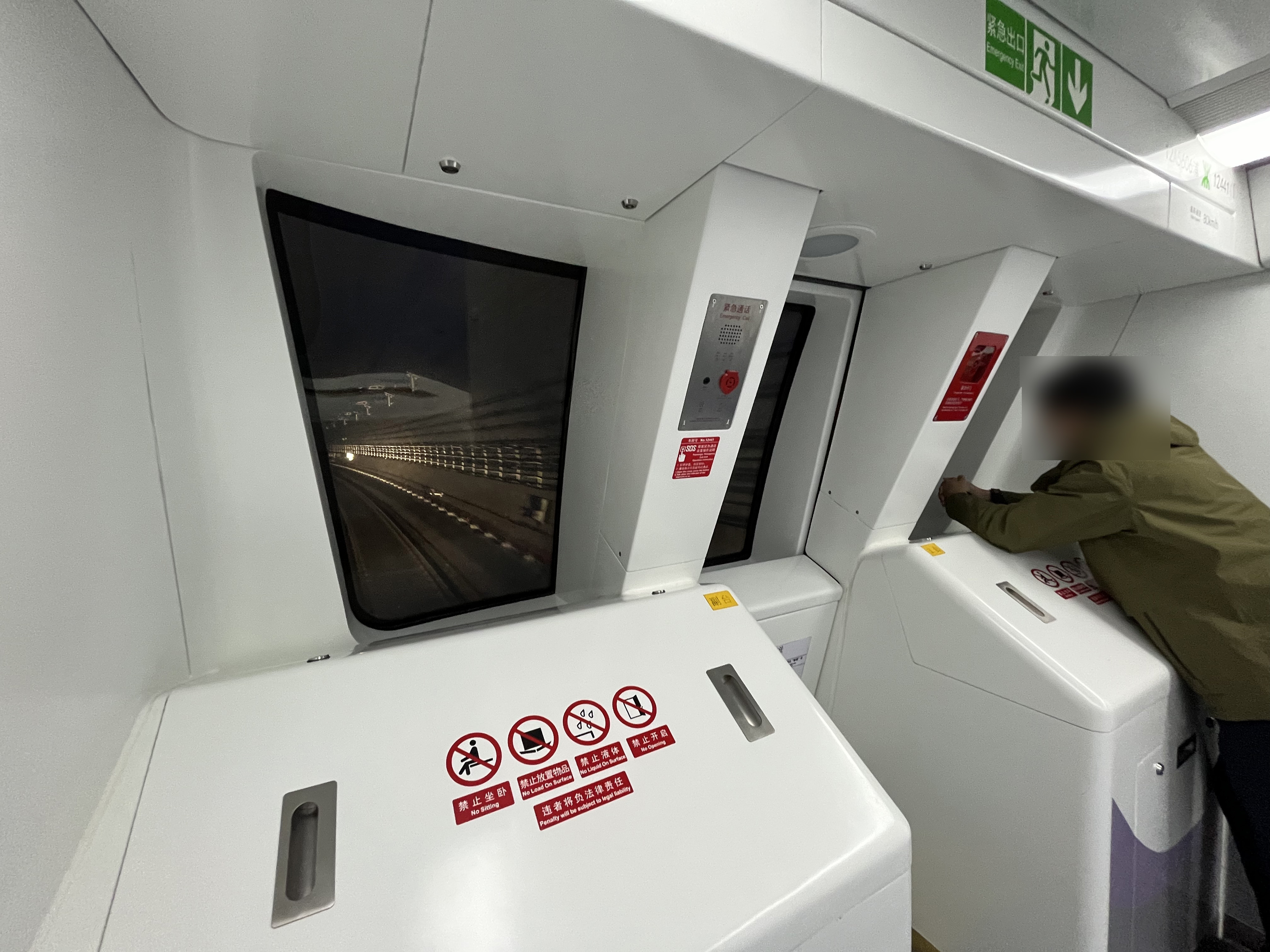
采用GoA4自动驾驶的12号线列车，乘客可在传统列车的驾驶室位置观看前方的道路(现已设置护栏禁止乘客进入)

## 歷史

### 规划
深圳地铁12号线的规划原名为10号线。根据2007年的《深圳市轨道交通规划》，10号线由海上世界至松岗，全长36.4公里，设站24座，其中换乘站5座，当时暂定名为“宝安线”。此路线連接蛇口、南油、新安、西鄉、固戍、福永、福海、沙井、松崗等地區，是西部濱海地區的另一條軌道幹線。此路线于2007年7月深圳市规划局编制的《深圳市城市轨道交通建设规划（2011～2020）》中被编为近期建设线路（三期线路），建设时间为2011-2020年；其后在2011年5月修改通过的《深圳市城市轨道交通近期建设规划（2010-2016）》中，10号线未进入三期线路，建设时间推迟到四期工程。
2012年11月，深圳市规划与国土资源委员会发布了《深圳市轨道交通规划（修编）》，10号线走向进行了重大更改。线路被“腰斩”，由海上世界至桃源居，全长20.7公里，暂定名为“南宝线”。相关更改引起宝安老城区居民不满。随后，深圳市轨道办表示，地铁10号线有可能按原规划方案进行施工。
到了2013年，深圳市政府将深圳地铁16号线的编号改为10号线，并计划将其纳入三期工程，提前建设。深圳市宝安区城市轨道交通工作领导小组办公室表示，深圳原地铁10号线没有取消，并将会开工建设，但建设时序则有所调整。2015年初，宝安区轨道办主任张聪杰在宝安两会上表示，原10号线已更名为地铁12号线，纳入市四期轨道建设规划中，最快也要在2016年以后才能动工。

### 建设时序
- 2017年11月至2018年1月期间，深圳地铁12号线南油站至海上世界站，全長约3.63公里的區間以9號綫南海大道支綫名義開始分段動工，本段将与12号线贯通运营。[11][12]雖然該段先行建設，原計劃以9號綫列車先行行駛該路段，但由於12號綫信號系統與9號綫不同，最後該路段未能提早运营。
- 2018年1月10日，深圳地铁12號線開工。[13]
- 2019年8月16日，深圳地铁12号线首台盾构在海上田园东站顺利始发，拉开盾构施工序幕[14]。
- 2019年8月26日，深圳地铁12号线洲石路站（现为钟屋南站）封顶，该站系深圳地铁四期工程及12号线首座封顶车站[15]。
- 2020年7月23日，深圳地铁集团与中国电建联合体中标深圳地铁12号线PPP项目，并组建项目公司——深圳市十二号线轨道交通有限公司联合经营[16]。
- 2020年12月29日，深圳地铁12号线二期段开工[17]。
- 2021年9月3日，深圳地铁12号线全线洞通[18]。
- 2021年12月22日，深圳地铁12号线机场东车辆段综合楼封顶[19]。
- 2021年12月30日，深圳地铁12号线全线轨通[20]。
- 2021年12月31日，深圳地铁12号线首列车运抵机场东车辆段[21]。
- 2022年4月18日，深圳地铁12号线实现全线35kV电通[22]。
- 2022年5月20日，深圳地铁12号线完成全线热滑试验，进入联调联试阶段[23]。
- 2022年7月28日，深圳地铁12号线完成单位工程验收，进入试运行阶段[24]。
- 2022年10月13日，深圳地铁12号线通过消防验收[25][26]。
- 2022年11月8日，深圳地铁12号线通过竣工验收[1]。
- 2022年11月21日，深圳地铁12号线实现“三权移交”[27]。
- 2022年11月28日，深圳地铁12号线开通运营[28]。
- 2024年1月，深圳地鐵12號線二期工程區間隧道及車站主體已全部完成。
- 2024年4月7日，深圳地鐵12號線二期軌道工程順利通過一般減振預製板道牀鋪板首件驗收；同日，深圳地鐵12號線二期軌道工程進入全面鋪板階段。
- 2024年4月19日，《深圳市軌道四期調整工程的站點命名規劃》獲批發布，深圳地鐵12號線二期站點名稱確定。
- 2024年6月8日，深圳地鐵12號線二期全線短軌通。
- 2024年6月20日，深圳地鐵12號線二期工程順利實現400伏電通。
- 2024年7月5日，深圳地鐵12號線二期全線長軌通。
- 2024年7月16日，深圳地鐵12號線二期工程全線熱滑試驗成功，這標誌着12號線二期工程已具備列車上線調試條件。
- 2024年10月14日，深圳市规划和自然资源局公布12号线二期车站的正式站名。[29]
- 2024年12月28日，深圳地鐵12號線二期开通运营[30]

## 車站及接駁路線
| 車站名稱[1]                                                                                      | 英文名稱 | 所在區域 | 啟用日期       | 換乘線路[2]        | 月臺類型         |
| 12號線                                                                                           | 12號線   | 12號線   | 12號線         | 12號線             | 12號線           |
| ------------------------------------------------------------------------------------------------ | -------- | -------- | -------------- | ------------------ | ---------------- |
| 左炮台东                                                                                         |          | 南山區   | 2022年11月28日 |                    | 地下岛式月台     |
| 太子湾                                                                                           |          | 南山區   | 2022年11月28日 |                    | 地下岛式月台     |
| 海上世界[3]                                                                                      |          | 南山區   | 2022年11月28日 | █2号线             | 地下岛式月台     |
| 花果山[3]                                                                                        |          | 南山區   | 2022年11月28日 |                    | 地下岛式月台     |
| 四海[3]                                                                                          |          | 南山區   | 2022年11月28日 | █15号线            | 地下岛式月台     |
| 南油[3]                                                                                          |          | 南山區   | 2022年11月28日 | █9号线             | 地下雙岛式月台   |
| 南光                                                                                             |          | 南山區   | 2022年11月28日 |                    | 地下岛式月台     |
| 南山                                                                                             |          | 南山區   | 2022年11月28日 | █11号线            | 地下侧式月台     |
| 桃园                                                                                             |          | 南山區   | 2022年11月28日 | █1号线             | 地下岛式月台     |
| 南头古城                                                                                         |          | 南山區   | 2022年11月28日 | █20号线            | 地下岛式月台     |
| 中山公园                                                                                         |          | 南山區   | 2022年11月28日 |                    | 地下岛式月台     |
| 同乐南                                                                                           |          | 南山區   | 2022年11月28日 |                    | 地下岛式月台     |
| 新安公园                                                                                         |          | 宝安區   | 2022年11月28日 |                    | 地下岛式月台     |
| 灵芝                                                                                             |          | 宝安區   | 2022年11月28日 | █5号线             | 地下侧式月台     |
| 上川                                                                                             |          | 宝安區   | 2022年11月28日 |                    | 地下岛式月台     |
| 流塘                                                                                             |          | 宝安區   | 2022年11月28日 | █15号线            | 地下岛式月台     |
| 宝安客运站                                                                                       |          | 宝安區   | 2022年11月28日 |                    | 地下岛式月台     |
| 宝田一路                                                                                         |          | 宝安區   | 2022年11月28日 |                    | 地下岛式月台     |
| 平峦山                                                                                           |          | 宝安區   | 2022年11月28日 |                    | 地下岛式月台     |
| 西乡桃源                                                                                         |          | 宝安區   | 2022年11月28日 |                    | 地下岛式月台     |
| 钟屋南                                                                                           |          | 宝安區   | 2022年11月28日 |                    | 地下岛式月台     |
| 黄田                                                                                             |          | 宝安區   | 2022年11月28日 |                    | 地下雙岛式月台   |
| 兴围                                                                                             |          | 宝安區   | 2022年11月28日 |                    | 地下岛式月台     |
| 机场东                                                                                           |          | 宝安區   | 2022年11月28日 | █1号线、深大城际   | 地下岛式月台     |
| 福围                                                                                             |          | 宝安區   | 2022年11月28日 |                    | 地下岛式月台     |
| 怀德                                                                                             |          | 宝安區   | 2022年11月28日 |                    | 地下岛式月台     |
| 福永                                                                                             |          | 宝安區   | 2022年11月28日 | █11号线            | 地下岛式月台     |
| 桥头西                                                                                           |          | 宝安區   | 2022年11月28日 |                    | 地下岛式月台     |
| 福海西                                                                                           |          | 宝安區   | 2022年11月28日 | 福海西站：穗深城际 | 地下岛式月台     |
| 国展                                                                                             |          | 宝安區   | 2022年11月28日 | █20号线            | 地下双岛式月台   |
| 国展北                                                                                           |          | 宝安區   | 2022年11月28日 | █20号线            | 地下双岛式月台   |
| 海上田园南                                                                                       |          | 宝安區   | 2022年11月28日 |                    | 地下岛式月台     |
| 海上田园东                                                                                       |          | 宝安區   | 2022年11月28日 | █18号线            | 地下岛式月台     |
| 蚝乡                                                                                             |          | 宝安區   | 2024年12月28日 |                    | 地下岛式月台     |
| 沙蚝                                                                                             |          | 宝安區   | 2024年12月28日 |                    | 地下岛式月台     |
| 沙井古墟                                                                                         |          | 宝安區   | 2024年12月28日 |                    | 地下岛式月台     |
| 步涌                                                                                             |          | 宝安區   | 2024年12月28日 |                    | 地下岛式月台     |
| 朗下                                                                                             |          | 宝安區   | 2024年12月28日 |                    | 地下岛式月台     |
| 松岗                                                                                             |          | 宝安區   | 2024年12月28日 | █6号线 █11号线     | 地下西班牙式月台 |
| 注释                                                                                             |          |          |                |                    |                  |
| 1↑ 斜体标示的车站，尚未启用。 2↑ 斜体标示的换乘或转乘，尚未启用。 3↑ 深圳地铁9号线南海支綫工程。 |          |          |                |                    |                  |
| 论 编                                                                                            |          |          |                |                    |                  |

### 换乘站

#### 已投入使用
- 海上世界站：轉乘2号线。2號線建設時未作出預留，為通道轉乘。
- 南油站：换乘9号线。9號線建設時已作出預留，為同向雙島式同台轉乘，並設有9、12號線的聯絡線。
- 南山站：换乘11号线。12號線月台位於11號線的站廳層，並將11號線的站廳一分為二，形成十字轉乘。
- 桃园站：轉乘1号线。1號線建設時已作出預留，為十字島側式轉乘；但是12號線建設時考慮到島側式月台通行能力較差等因素，故最終改為T形通道轉乘，1號線預留廢棄。
- 靈芝站：轉乘5號線。5號線建設時已作出預留，為十字轉乘，並設有5、12號線的聯絡線。
- 机场东站：轉乘1号线。1號線建設時未作出預留，為天地通道轉乘。
- 福永站：换乘11号线。11號線建設時未作出預留，為通道轉乘。
- 国展站：换乘20号线。20號綫建設時已作預留，形成大堂转乘。
- 国展北站：换乘20号线。20號綫建設時已作預留，形成大堂转乘。
- 松崗站：换乘6号线及11号线。12号线下客站台头端设置了与6号线换乘的节点，现时仍在施工，目前三線均需經過大堂進行轉乘。

#### 即將成為轉乘站的車站
- 四海站：轉乘15号线。12號線首期建造时已同步建成15號線部分，為侧岛轉乘。
- 南頭古城站：轉乘20号线。12號線建設時已预留换乘节点。
- 流塘站：轉乘15号线。12號線首期建造时已同步建成15號線部分，為T型节点轉乘。
- 中山公园站：轉乘21号线。21號綫為遠期線路，12號線建設時仅预留换乘节点。
- 机场东站：轉乘20号线、26号线及深大城际铁路（33號線）。建設時未作預留，但此站升級成綜合交通樞紐，33號線、20號線二期和26號線車站統一設計，分期施工，與1號線形成天地轉乘，與12號線形成大廳通道轉乘。[31]
- 国展北站：换乘30号线。30號綫為遠期線路，12號綫和20號綫建設時已预留换乘节点，实现十字型节点换乘。
- 海上田園東站：换乘18号线。18號綫為遠期線路，建設時已预留换乘节点，实现十字型节点换乘。

## 未来发展

### 与东莞的联系
深圳地铁12号线與深圳地鐵18號線將在空港新城預留條件與东莞轨道交通2号线接駁。

## 事故
2018年7月13日晚，有网民曝出12号线中山公园站的一处燃气管道被地铁施工单位挖爆，致使南头片区停气，现场有严重的燃气味。深圳燃气集团回应媒体咨询时指，南头片区与当晚9时30分许确有因地铁施工单位挖断燃气管道导致停气的情况，经抢修后，供气服务已于次日凌晨1时许恢复。深圳地铁集团表示，已经对施工单位进行顶格处罚，对这几起涉事的相关的责任人，表示将会开除出地铁建设的队伍。
2023年10月13日晚8时许，深圳地铁12号线一辆列车驶至机场东站至兴围站区间时，列车抖动且车厢段连接处出现形变。事发后，工作人员组织乘客沿着隧道步行至兴围站疏散；怀德站至黄田站区间暂停运营服务，左炮台东站至黄田站区间、怀德站至海上田园东站区间维持小交路运营。次日早晨，12号线全线服务恢复正常。